# South Canal (Ohio)
South Canal es un lugar designado por el censo ubicado en el condado de Trumbull en el estado estadounidense de Ohio. En el Censo de 2010 tenía una población de 1100 habitantes y una densidad poblacional de 243,95 personas por km².

## Geografía
South Canal se encuentra ubicado en las coordenadas 41°10′33″N 80°59′15″O / 41.17583, -80.98750. Según la Oficina del Censo de los Estados Unidos, South Canal tiene una superficie total de 4.51 km², de la cual 4.42 km² corresponden a tierra firme y (2.07%) 0.09 km² es agua.

## Demografía
Según el censo de 2010, había 1100 personas residiendo en South Canal. La densidad de población era de 243,95 hab./km². De los 1100 habitantes, South Canal estaba compuesto por el 97.64% blancos, el 0.36% eran afroamericanos, el 0% eran amerindios, el 0.09% eran asiáticos, el 0.09% eran isleños del Pacífico, el 0.36% eran de otras razas y el 1.45% pertenecían a dos o más razas. Del total de la población el 0.64% eran hispanos o latinos de cualquier raza.